# حديقة المتحف الوطني
حديقة المتحف الوطني هو مصطلح شامل يستخدم لتجمع 5 من أصل 8 حدائق ومتنزهات بلدية في حي المربع بالرياض، المملكة العربية السعودية، وهي: الحرس، والسور، والوادي، والجسر، والماضي المجاورة لمجمع قصر المربع ومقر المتحف الوطني بالإضافة إلى مؤسسة الملك عبد العزيز للأبحاث والمحفوظات في القسم الشمالي من مركز الملك عبد العزيز التاريخي.
إنها من مناطق الجذب السياحي الشهيرة بين السكان المحليين باعتبارها مكانًا ترفيهيًا في الهواء الطلق ويزورها في الغالب العائلات خلال عطلات نهاية الأسبوع. تم افتتاحه في عام 1999 بعد أن كشف الملك فهد بن عبد العزيز آل سعود عن مركز الملك عبد العزيز التاريخي لإحياء ذكرى مرور مائة عام على معركة الرياض في عام 1902 وإنشاء إمارة الرياض لاحقًا من قبل عبد العزيز آل سعود الذي مهد الطريق لتوحيد المملكة العربية السعودية بعد ما يقرب من ثلاثين عامًا في عام 1932.

## نظرة عامة
تضم حديقة المتحف الوطني ما يقرب من خمس حدائق ومتنزهات بلدية تشمل حديقة الحرس وحديقة السور وحديقة الوادي وحديقة الجسر وحديقة المدي.

### حديقة الحرس وحديقة السور
تشكل حديقة الحرس وحديقة السور معًا الشريط الشمالي الغربي لمركز الملك عبد العزيز التاريخي، والذي يقع في الفناء الخلفي لمجمع قصر المربع ودارة الملك عبد العزيز للبحث والوثائق بالإضافة إلى مسجد الملك عبد العزيز. تكتظ الحديقة بالعائلات في الغالب وتتميز بتكويناتها الصخرية ونباتاتها وممراتها المرصوفة.

#### الحرس
تقع حديقة الحرس بجوار جامع الملك عبد العزيز في الجهة الغربية من مركز الملك عبد العزيز التاريخي. يحدها طريق الملك سعود من الجنوب وشارع الأمير عبد الله بن جلوي بن تركي من الغرب، وسُميت الحديقة باسم الحراسة نسبة إلى الموقع الذي كان يضم في السابق مقر قيادة الحرس الوطني السعودي. تطل على حديقة اليمامة من الشمال.

#### حديقة السور
تقع حديقة السور (في شمال حديقة الحرس في القسم الشمالي الغربي من مركز الملك عبد العزيز التاريخي). وهي تقع بجوار مبنى دارة الملك عبد العزيز للبحوث والوثائق، وتطل على شارع الأمير عبد الله بن جلوي بن تركي من الغرب وحديقة الوادي من الشرق.

### حديقة الوادي
تقع حديقة الوادي في القسم الشمالي الشرقي من مركز الملك عبد العزيز التاريخي، بجوار مبنى المتحف الوطني. وتطل على حديقة السور من الغرب.

### الجسر وحديقة الجسر والمعادي
تشكل حديقتا الجسر والماضي معًا الشريط الشمالي الشرقي لمركز الملك عبد العزيز التاريخي. تم افتتاحها من قبل أمير الرياض آنذاك الأمير سلمان بن عبد العزيز في أكتوبر 2004. وتبلغ المساحة الإجمالية للمنتزهين حوالي 30 ألف متر مربع، ويطلان على طريق الملك فيصل من الغرب.

#### حديقة الجسر
تقع حديقة الجسر بجوار حديقة الماضي وتبلغ مساحتها 15،076 متر مربع. تحتوي الحديقة على ثلاث بوابات وتستمد اسمها الجسر من جسر معلق يبلغ طوله 21 متراً وعرضه 2.4 متر. وتتميز الحديقة كذلك بوجود 31،500 شجيرة و228 شجيرة ورقعة خضراء من العشب الطبيعي تغطي مساحة 13،727 متراً مربعاً.

#### حديقة المدي
حديقة الماضي يقع بجوار حديقة الجسر. تقع الحديقة في موقع يعود تاريخه إلى أربعينيات القرن الماضي في عهد الملك عبد العزيز، وكان الملك يستخدمه لسقي الماشية من آبار مجمع قصر المربع لرعيته. ومع تحديث نظام إمدادات المياه في الرياض، تراجعت أهمية الموقع، ثم شهد بعد ذلك بناء مسجد في الموقع. بعد افتتاح مركز الملك عبد العزيز التاريخي عام 1999م، بدأت هيئة تطوير مدينة الرياض العمل في الموقع وإعادة تأهيله كمنتزه بلدي. وتبلغ مساحة الحديقة 14،790 متراً مربعاً وتتميز بمساحاتها الخضراء الواسعة من العشب الطبيعي والتي تضم 567 شجرة نخيل.

## موسم الرياض
وبسبب قربها من مجمع قصر المربع والمتحف الوطني، فقد تم اختيار حرم الحديقة كوجهة لمنطقة المربع من قبل الهيئة العامة للترفيه لمهرجان الرياض الترفيهي السنوي في أكتوبر 2019 خلال نسخته الافتتاحية ومرة أخرى في نسخة الموسم 2021. تتميز المنطقة بالعديد من المطاعم والمقاهي الموسمية التي تقدم المأكولات العالمية [الإنجليزية] والتي تقدم التقاليد الطهوية من دول مثل أمريكا وإيطاليا واليونان واليابان والأرجنتين وفرنسا.